# Anne Holten
Anne Katrine Holten (ur. 31 stycznia 1972) – norweska zapaśniczka walcząca w stylu wolnym. Złota medalistka mistrzostw świata w 1987 i 1989. Mistrzyni świata kadetów w 1988 roku.
Zdobyła cztery tytuły mistrzyni Norwegii w latach 1986, 1988, 1989 i 1993; druga w 1987 roku.